# Putos
Putos é uma linha de vinhos de Reguengos de Monsaraz, região vinícola do Alentejo ao Sudeste de Portugal, representando também uma denominação de origem
Os vinhos Tinto, Branco e Rosé foram idealizados pelos humoristas Danilo Gentili, Oscar Filho e Diogo Portugal. Eles são produzidos e engarrafados pela Carmim Reguengos e distribuídos no Brasil com exclusividade pelas importadoras Casa Flora e Porto a Porto. 
Em Portugal, ‘puto’ significa garoto, uma clara ironia aos humoristas que fizeram parte da primeira geração de comediantes de stand up no país em 2005 com o Clube da Comédia Stand-Up.
No final de outubro de 2022, pouco mais de dois meses depois da importação dos vinhos, as vendas superaram as 40 mil garrafas no território nacional.
Em julho de 2023, foram mais de 120 mil garrafas vendidas.

## Processo
Em dezembro de 2024, o vinho Putos foi alvo de um processo movido pela vinícola francesa Société Civile du Château Petrus alegando que o nome e a identidade visual do Putos causam confusão e concorrência desleal com o argumento que o produto imita, desabona e satiriza a prestigiada marca de renome mundial, associando-a a uma expressão obscena.
O processo tramitado no Tribunal de Justiça de São Paulo foi acatado e a juíza Larissa Tunala solicitou a suspensão imediata das vendas e destruição do estoque.
Mas em fevereiro de 2025, o mesmo TJSP anulou a retenção de 22.845 garrafas de vinho, realizada pela Receita Federal que havia sido feita sem autorização judicial e reverteu a decisão da destruição das garrafas.
As importadoras foram proibidas de comercializar os três vinhos após a decisão judicial. No entanto, as vendas no varejo foram mantidas, o que levou o Tribunal de Justiça de São Paulo (TJSP) a entender que houve descumprimento da determinação, aplicando uma multa de R$ 370 mil a cada uma das importadoras.
A defesa das empresas alegou que a continuidade das vendas não foi promovida pelas próprias importadoras. Diante desse argumento, o tribunal decidiu anular as multas impostas ao rótulo “Putos”. Com essa decisão, a vinícola francesa envolvida na disputa judicial será responsável pelo pagamento de R$ 40 mil em honorários advocatícios.
Ainda em fevereiro do mesmo ano, a batalha judicial dos vinhos ‘Putos’ e ‘Petrus’ chegou ao STF cujo pedido para a corte é decidir se houve censura na decisão do TJSP que proibiu venda do vinho lançado pelos humoristas Danilo Gentili, Diogo Portugal e Oscar Filho.
Em conversa com o site OFuxico, Oscar Filho se defendeu:
| “ | O que aconteceu com a gente seria como se a igreja católica processasse o Petrus porque ele se apropria da imagem de um santo pra vender bebida alcoólica. Eu estava tenso, mas depois das decisões da justiça de não destruir mais de 50 mil garrafas de vinho e cancelarem as duas multas de 400 mil reais pra cada importadora, eu vejo um horizonte melhor no nosso caso! | ” |

Em fevereiro de 2025, a reclamação ao STF aguarda a decisão do relator, o ministro André Mendonça.